# Der dumme August
Der dumme August ist eine deutschsprachige Punkband.

## Geschichte
Die Band wurde 2012 in Köln gegründet. In der Urbesetzung bestand sie aus Berten (Gitarre, Gesang), Hasan (Bass), Emre (Gitarre) und Achim (Schlagzeug). Hasan wurde 2014 durch Dani am Bass ersetzt. 2017 wurden Achim durch Tscherno und Emre durch Caro ersetzt. Der dumme August spielt melodiösen, deutschsprachigen Pop-Punk. In ihren Texten befassen sie sich in erster Linie mit zwischenmenschlichen Beziehungen und der Liebe.
Sowohl die ehemaligen als auch die aktuellen Bandmitglieder waren bzw. sind in zahlreichen anderen Bands und Projekten tätig, u. a.:
Achim bei Supernichts und Knochenfabrik, Hasan bei Casanovas Schwule Seite und Knochenfabrik, Dani bei Lili, Angelika Express und Butterwegge, Caro bei Lili, Emre bei Kommando Petermann und Berten bei Superfreunde und Kommando Petermann.

## Diskografie
Alben
- 2016: Der dumme August (LP, Bakraufarfita Records)[4]
- 2022: Zwei (LP, Bakraufarfita Records)[5]

Singles
- 2020: Nur noch eine Zigarette/Bir sigara daha (Single; Stream, Bakraufarfita Records)[6]
- 2020: Küss mich (Single; Stream, Bakraufarfita Records)[7]
- 2020: Hiroshima-Nagasaki-Park (Single; Stream, Bakraufarfita Records)[8]
- 2022: Du oder Du? (Single; Stream, Bakraufarfita Records)[9]
- 2022: Willst Du mit mir tanzen? (Single, Stream, Bakraufarfita Records)[10]